# El Pont de Bar
El Pont de Bar (anteriormente conocido como Aristot-Toloríu) es un municipio de España de la provincia de Lérida, situado en la comarca de Cataluña del Alto Urgel. Cuenta con una población de 165 habitantes (INE 2024). Incluye los núcleos de Ardaix, Els Arenys, Aristot, Els Banys de Sant Viçens, Bar, Castellnou de Carcolze y Toloríu.

## Geografía
Integrado en la comarca de Alto Urgell, se sitúa a 144 kilómetros de Lérida. El término municipal está atravesado por la carretera nacional N-260 (Eje Pirenaico). 
El relieve del municipio está definido por las sierras de los Pirineos al norte y por el valle alto del río Segre, extendiéndose algo más por el sur hacia las estribaciones de la Sierra del Cadí. Las cumbres más destacadas son Ras del Tossal (1801 metros) y Turó Punçó (2496 metros). La altitud oscila a 2496 metros (Turó Punçó) y los 790 metros a orillas del río Segre. El pueblo se alza a 861 metros sobre el nivel del mar. 
| Noroeste: Les Valls de Valira                      | Norte: Les Valls de Valira y Lles de Cerdanya | Nordeste: Lles de Cerdanya   |
| Oeste: Estamariu y Les Valls de Valira             |                                               | Este: Lles de Cerdanya       |
| Suroeste: Arsèguel y Les Valls de Valira (exclave) | Sur: Cava (Lérida)                            | Sureste: Montellà i Martinet |

## Historia
El municipio se formó en 1970 cuando se fusionaron los términos municipales de Toloríu y Aristot que adoptó como nombre oficial la unión de ambos nombres Aristot-Toloríu. En 1984 se cambió su denominación a El Pont de Bar.
El barón de Toloríu, Joan Grau (también conocido como Juan Grau) fue uno de los primeros conquistadores que llegó a Tenochtitlán junto a Hernán Cortés. Se casó con una de las hijas de Moctezuma de nombre Xipaguazin, que murió en Toloríu el 10 de enero de 1537.

## Demografía
Cuenta con una población de 165 habitantes (INE 2024).
| Gráfica de evolución demográfica de El Pont de Bar entre 1857 y 2021 |
| |
| Población de derecho según los censos de población del INE. Población de hecho según los censos de población del INE.En 1970 aparece este municipio porque se fusionan los municipios Aristot y Toloriu. |

El primer censo es de 1970 después de la fusión de Aristot y Toloríu. Los datos anteriores son la suma de los antiguos municipios.

## Entidades de población
| Entidades de población     | Habitantes (2009) |
| -------------------------- | ----------------- |
| Ardaix                     | 13                |
| Arenys (Els)               | 8                 |
| Aristot                    | 43                |
| Banys de Sant Viçens (Els) | 7                 |
| Bar                        | 40                |
| Castellnou de Carcolze     | 16                |
| Pont de Bar (El)           | 43                |
| Toloríu                    | 27                |

## Economía
Las principales fuentes de ingresos son la agricultura y la ganadería. El ganado principal es el bovino destinado principalmente a la producción lechera. Entre los cultivos destacan los de cereales y patatas, así como algunos huertos y plantíos de frutales. Durante muchos años la viña fue el principal cultivo. Pueden verse aún las terrazas y terrenos escalonados que estaban destinados a este cultivo.

## Cultura
El núcleo de El Pont de Bar se vio seriamente afectado por unas riadas ocurridas en 1982. Parte del pueblo es de nueva construcción y fue inaugurado en 1988. Las riadas destruyeron también el puente que da nombre al municipio y que fue construido siendo Ermengol obispo de Urgel (1010-1035). El puente fue volado en 1874 durante la primera Guerra Carlista y se sustituyó por uno de madera. Existe un museo del vino en el que se muestra diferentes aspectos relacionados con la viña y la producción de vino.
La iglesia parroquial de Aristot está dedicada a San Andrés y es de origen románico. Consta de una sola nave con un ábside liso. La cobertura está realizada con tejas. Tiene anexo un campanario, aunque es de construcción posterior. También es románica la iglesia de Castellnou de Carcolze; junto al campanario de esta iglesia se conservan restos de los muros del antiguo castillo que presidía la población.
La iglesia parroquial de Toloríu está dedicada a San Jaime. Aparece citada en el acta de consagración de la catedral de Urgel. No quedan vestigios del antiguo castillo de la villa. En él vivió María, hija del emperador Moctezuma II, que contrajo matrimonio con un caballero de Toloríu, Joan Grau. María murió en 1536 y recibió sepultura en la iglesia de San Jaime. No quedan, sin embargo, restos de esta tumba.
El pueblo celebra su fiesta mayor en el mes de julio.